# 霍滕巴赫
霍滕巴赫是德国莱茵兰-普法尔茨州的一个市镇。总面积11.21平方公里，总人口608人，其中男性304人，女性304人（2011年12月31日），人口密度54人/平方公里。